# Římskokatolická farnost Záboří u Blatné
Římskokatolická farnost Záboří u Blatné je územním společenstvím římských katolíků v rámci strakonického vikariátu Českobudějovické diecéze.

## O farnosti

### Historie
Od roku 1228 patřilo Záboří k majetku kláštera benediktinek u sv. Jiří na Pražském hradě. Plebánie zde byla zřízena v roce 1368.

### Současnost
Farnost Záboří je administrována ex currendo z Blatné.
| Kostel                   | Místo           | Bohoslužba              | Bohoslužba             | Poznámka     |
| ------------------------ | --------------- | ----------------------- | ---------------------- | ------------ |
| Kaple                    | Bratronice      | neslouží se pravidelně  | neslouží se pravidelně | obecní kaple |
| Kaple                    | Doubravice      | neslouží se pravidelně  | neslouží se pravidelně | obecní kaple |
| Kaple                    | Hlupín          | neslouží se pravidelně  | neslouží se pravidelně | obecní kaple |
| Kaple Panny Marie        | Lažánky         | neslouží se pravidelně  | neslouží se pravidelně | obecní kaple |
| Kaple sv. Vojtěcha       | Mečichov        | neslouží se pravidelně  | neslouží se pravidelně | obecní kaple |
| Kaple                    | Milčice         | neslouží se pravidelně  | neslouží se pravidelně | obecní kaple |
| Kaple                    | Slivonice       | neslouží se pravidelně  | neslouží se pravidelně | obecní kaple |
| Kostel sv. Petra a Pavla | Záboří u Blatné | 2. a 4. neděle v měsíci | 11.30                  | farní kostel |